# Piezocera ataxia
Piezocera ataxia là một loài bọ cánh cứng trong họ Cerambycidae.